# Sekretarz generalny Partii Pracy Korei
Sekretarz Generalny Partii Pracy Korei (kor. 조선 로동당 사무 총장) – tytuł przyznawany przywódcy Partii Pracy Korei w Korei Północnej. Do śmierci Kim Dzong Ila 17 grudnia 2011 roku stanowisko nosiło wspomnianą nazwę Sekretarz Generalny Partii Pracy Korei. 11 kwietnia 2012 Kim Dzong Un przyjął tytuł Pierwszego Sekretarza Partii Pracy Korei. Po 7. Kongresie Partii Pracy Korei zdecydowano o powrocie do pierwotnej nazwy używanej do 1966 roku brzmiącej Przewodniczący Partii Pracy Korei, która obowiązywała do 10 stycznia 2021 roku, kiedy to dokonano ponownej zmiany na Sekretarz Generalny Partii Pracy Korei.

## Przewodniczący PPK (1949-1966)
| L.p. | Zdjęcie    | Imię       | Okres                                  | Lata życia                      |
| ---- | ---------- | ---------- | -------------------------------------- | ------------------------------- |
| 1.   | Kim Ir Sen | Kim Ir Sen | 30 czerwca 1949 – 11 października 1966 | 15 kwietnia 1912 – 8 lipca 1994 |

## Sekretarze Generalni PPK (1966-2012)
| L.p. | Zdjęcie      | Imię         | Okres                                 | Lata życia                       |
| ---- | ------------ | ------------ | ------------------------------------- | -------------------------------- |
| 1.   | Kim Ir Sen   | Kim Ir Sen   | 12 października 1966 – 8 lipca 1994   | 15 kwietnia 1912 – 8 lipca 1994  |
| --   |              | wakat        | 8 lipca 1994 - 8 października 1997    |                                  |
| 2.   | Kim Dzong Il | Kim Dzong Il | 8 października 1997 – 17 grudnia 2011 | 16 lutego 1941 – 17 grudnia 2011 |
| --   |              | wakat        | 17 grudnia 2011 - 11 kwietnia 2012    |                                  |

## Pierwsi Sekretarze PPK (2012-2016)
| L.p. | Zdjęcie | Imię         | Okres                          | Lata życia          |
| ---- | ------- | ------------ | ------------------------------ | ------------------- |
| 1.   |         | Kim Dzong Un | 11 kwietnia 2012 – 9 maja 2016 | ur. 8 stycznia 1984 |

## Przewodniczący PPK (2016-2021)
| L.p. | Zdjęcie | Imię         | Okres                          | Lata życia          |
| ---- | ------- | ------------ | ------------------------------ | ------------------- |
| 1.   |         | Kim Dzong Un | 9 maja 2016 – 10 stycznia 2021 | ur. 8 stycznia 1984 |

## Sekretarze Generalni PPK (od 2021)
| L.p. | Zdjęcie | Imię         | Okres               | Lata życia          |
| ---- | ------- | ------------ | ------------------- | ------------------- |
| 1.   |         | Kim Dzong Un | od 10 stycznia 2021 | ur. 8 stycznia 1984 |